# Blizne Łaszczyńskiego
Blizne Łaszczyńskiego (prononciation : [ˈbliznɛ waʂt͡ʂɨɲsˈkʲɛɡɔ]) est un village polonais, situé dans la gmina de Stare Babice de la Powiat de Varsovie-ouest et dans la voïvodie de Mazovie dans le centre-est de la Pologne.
Il se situe à environ 3 kilomètres à l'est de Stare Babice, 7 kilomètres au nord-est d'Ożarów Mazowiecki et à 9 kilomètres à l'ouest de Varsovie.
Le village a une population de 813 habitants en 2010.